# Abbaye Sainte-Marie de Lagrasse
Pour les articles homonymes, voir Abbaye Sainte-Marie.
L'abbaye Sainte-Marie de Lagrasse est une abbaye située dans la commune de Lagrasse dans le département de l'Aude en région Occitanie.
Monastère bénédictin du VIIIe siècle au XVIIIe siècle, l'abbaye est vendue comme bien national à la Révolution française et coupée en deux lots. Ses bâtiments sont presque laissés à l'abandon et très dégradés au cours du XIXe siècle. L'abbaye fait l’objet d’un classement au titre des monuments historiques depuis le 23 juillet 1923. Les premières campagnes de restauration commencent en 1932, d'autres sont entreprises par les chanoines et deux tentatives de retour à la vie religieuse sont faites, sans succès.
Sa « grande partie » est rendue à la vie religieuse en 2004 lors du rachat par la communauté des chanoines réguliers de la Mère de Dieu, tandis que la part médiévale du monastère, la « petite partie », devient propriété du département.

## Histoire

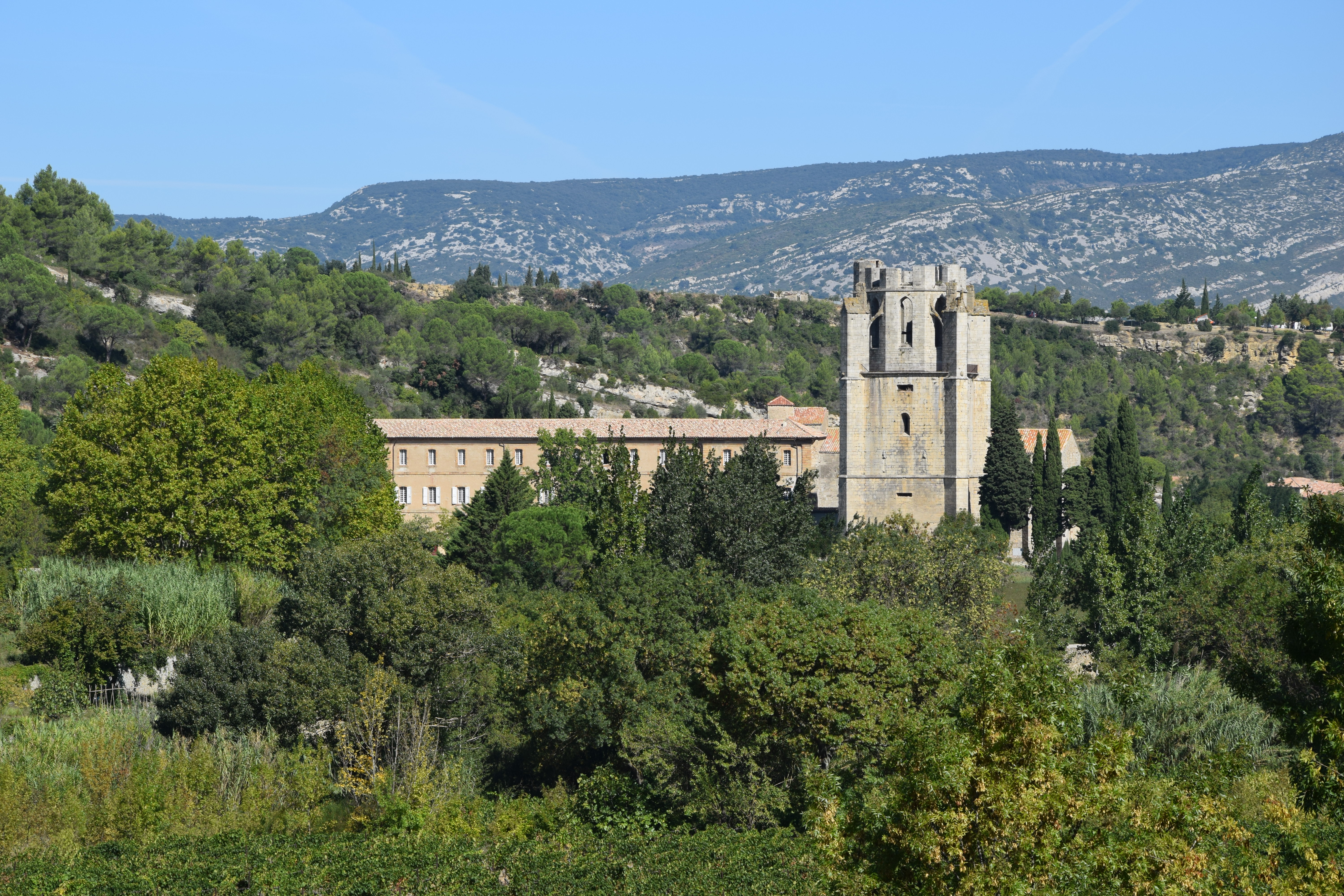
Vue générale.

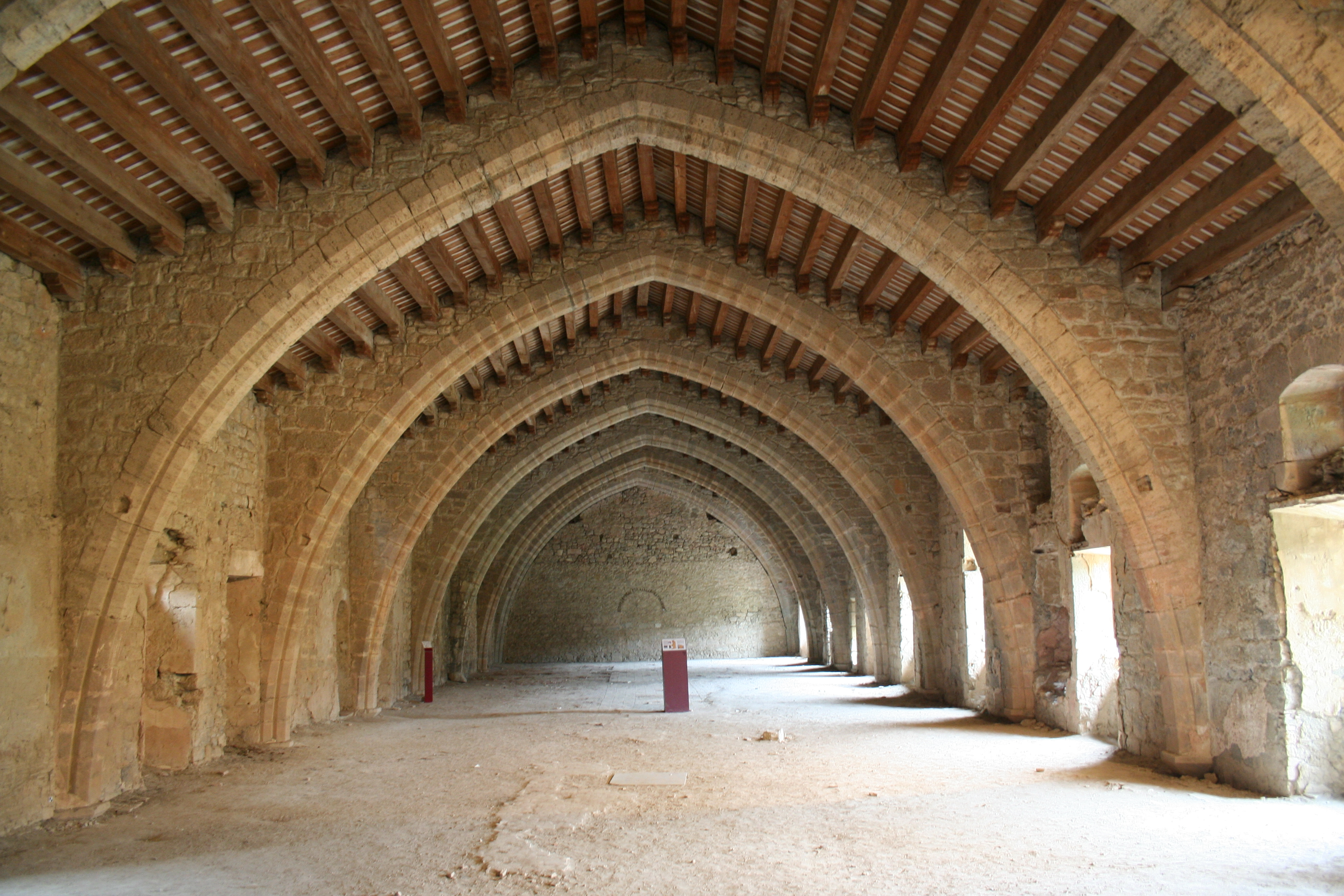
Le dortoir.

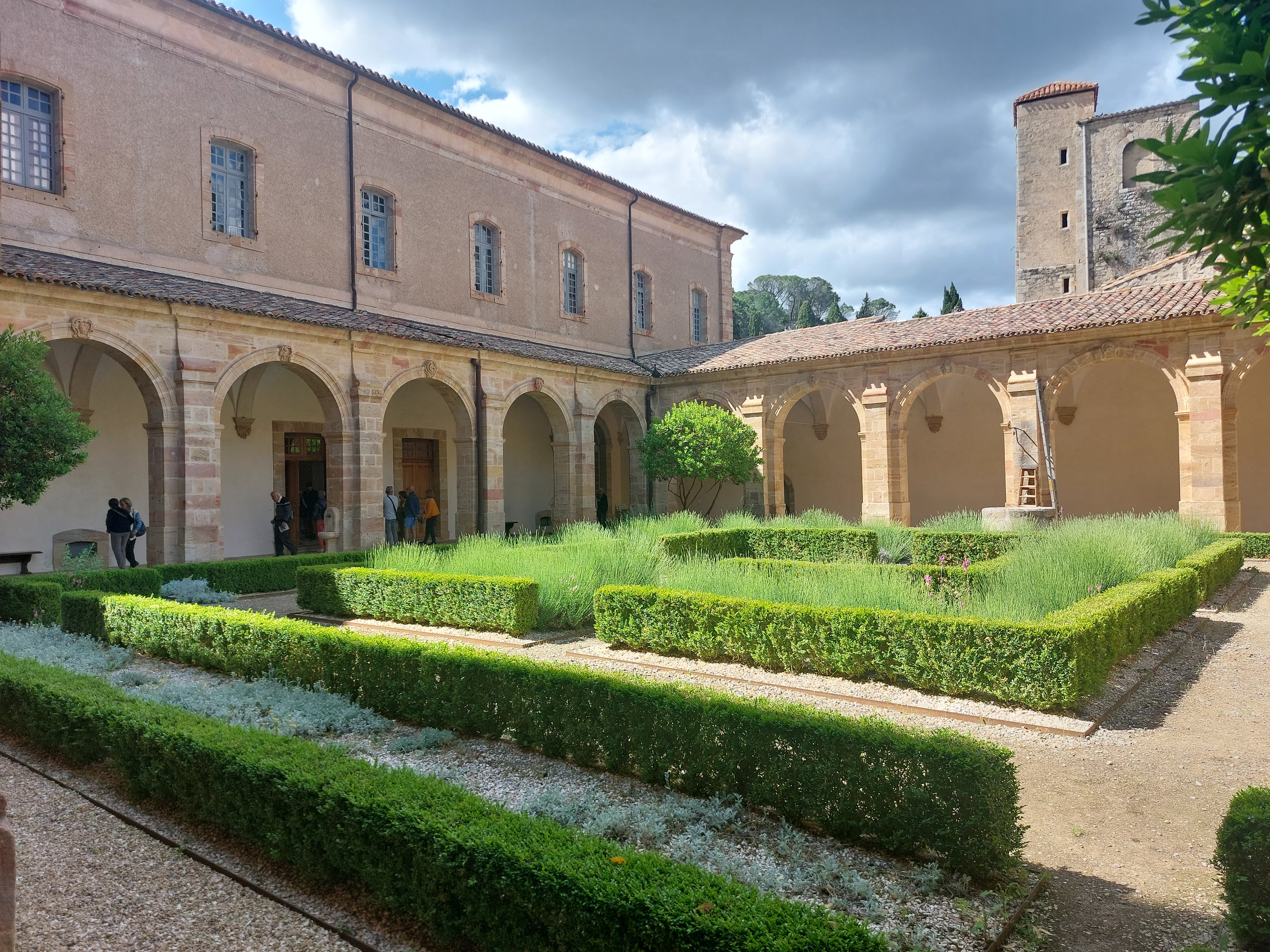
Le cloître de l'abbaye.

Le monastère primitif, fondé à une date inconnue, est reconstruit par l’abbé Nimphibius en 779 en un lieu nommé alors « Novalius ». La nouvelle abbaye reçoit la protection de Charlemagne à partir de cette date. Son allégeance jouera un grand rôle dans le rayonnement temporel et spirituel de l'abbaye du IXe siècle au XIe siècle. Ses possessions s’étendent de l’Albigeois jusqu’à Saragosse. Le texte de la charte de fondation daté du 19 janvier 779 est conservé aux archives départementales de l'Aude. Un manuscrit intitulé « La légende de Philomena » de la première moitié du XIIIe siècle, dont deux exemplaires en latin et deux en langue d'oc, existe encore aujourd'hui, décrit la fondation du monastère, les miracles et la consécration miraculeuse de l'église,.
Au cours des XIIe et XIIIe siècles, pendant la répression contre les cathares, les abbés de Sainte-Marie jouent un rôle d’apaisement. C’est grâce à eux que les cités de Béziers et de Carcassonne retrouvent la paix avec le roi et l’Église. Saint Louis leur en sera reconnaissant.
En 1226, Guillaume de l'Isle, abbé de l'abbaye Saint-Pons de Thomières, fut nommé avec les abbés de l'abbaye de Lagrasse et de l'abbaye de Saint-Hilaire pour présider au chapitre général des moines noirs de la province de Narbonne, qui fut tenu dans l'abbaye de Saint-Thibéry du diocèse d'Agde. C'est pourquoi la Bulle qui est datée de Péruse le 1er juillet, dans laquelle le pape Grégoire IX confirme les statuts qui y furent faits fut adressée à ces trois abbés,.
À partir du XIIIe siècle jusqu'au XVe siècle, l'abbaye connaît une période de déclin à cause de son excès de richesses puis de la guerre de Cent Ans. Une première réforme spirituelle est alors introduite au XIIIe siècle par l'abbé Auger de Gogenx. L'église abbatiale actuelle est profondément remaniée et transformée pour se protéger des pillards et des attaques venus de l'extérieur. Des fortifications sont bâties au XIVe siècle.
Au XVIe siècle, le premier abbé commendataire, Philippe de Lévis, évêque de Mirepoix, entreprend la construction d’un grand clocher qui restera inachevé à sa mort en 1537. Au XVIIe siècle, la vie religieuse retrouve sa ferveur avec l’introduction à Lagrasse de la réforme de Saint-Maur en 1663.
Puis, au XVIIIe siècle, l’évêque de Carcassonne, Armand Bazin de Bezons, devient abbé de Lagrasse. Sous son impulsion, les monuments monastiques sont rénovés et enrichis d’une cour d’honneur, d’un bâtiment conventuel et d’un cloître de style classique dans un beau grès ocre flammé. Ce chantier offre à Lagrasse l’originalité d’être aujourd’hui une des rares abbayes de la région juxtaposant des parties médiévales et classiques. À la veille de la Révolution, l'abbaye jouit des services d'un organiste et d'un serpent chargé d'accompagner le plain-chant des moines.
En 1789, toutes les possessions de l'Église sont déclarées biens nationaux. Les derniers moines sont expulsés le 29 août 1792, malgré l’opposition des lagrassiens. Cette action engendre la dégradation de l'abbaye. L’édifice est pillé puis vendu en deux lots séparés. Ces lots sont achetés par la famille Berlioz pour la petite partie, et par les familles Sarrail puis Gout de Bize pour la grande partie. Cette séparation subsiste encore de nos jours : les bâtiments possèdent deux entrées distinctes. Depuis 2004, la partie la plus ancienne, ou petite partie, est propriété du département de l'Aude et la grande partie appartient à la communauté des chanoines réguliers de la Mère de Dieu,.
En 2014, l'abbaye remporte le « grand trophée de la plus belle restauration », organisé par Propriétés de France, Le Figaro Magazine, la Fondation pour les monuments historiques et La Demeure historique pour la restauration du cloître. Cette restauration soutenue par « l'Association pour la Sauvegarde et la Mise en Valeur de l'Abbaye de Lagrasse » et la région Languedoc-Roussillon a permis le sauvetage et la rénovation du cloître du XVIIIe siècle. Dans la partie rendue à sa vocation religieuse, le chantier suivant doit être consacré à l'église et au clocher. Dans la partie publique, a débuté en 2014 la restauration des vestibules des chapelles haute et basse de la chapelle privée de l'abbé Auger de Gogenx, datant de 1296.
Elle fait partie des dix-huit sites emblématiques du Loto du patrimoine 2020.

## Les deux «vocations» des bâtiments

### La grande partie
Cette partie du bâtiment sert d'hôpital militaire de 1793 à 1795 puis est transformée en fermage et en casernement de gendarmes de 1822 à 1880. En 1894, quatre religieuses de la congrégation des Filles de Notre-Dame des Sept Douleurs s’y installent. Après deux ans de travaux, une maison de retraite y fut inaugurée en 1896 et parallèlement une cérémonie marqua la réouverture de l'église au culte en présence de l'évêque de Carcassonne, Félix Arsène Billard. Faute de vocations, l'hospice des religieuses à Lagrasse ferme en 1976.
En 1979, la communauté de la Théophanie rachète la grande partie. Elle réalise d'importants travaux d'aménagement pour loger la communauté. L'association est dissoute en 1991 et l'abbaye mise en vente.
Après quelques années d'abandon, la famille Pregizer rachète les bâtiments en 1995 et entreprend, sous la direction des monuments historiques, d'importants travaux de réhabilitation. Toutes les cloisons érigées au fil des siècles sont abattues et laissent à nouveau apparaître la splendide architecture d'origine au sein du palais abbatial. Parallèlement, l'étude préalable réalisée avec la DRAC, est l'occasion d'un travail de relevé sans précédent qui permet d'examiner la vue d'ensemble du monument et pose les bases d'un plan de restauration. Les enfants Pregizer vendent le bien en 2004 après l'arrestation de leur père pour malversations financières.
En 2004, une communauté catholique traditionaliste, les chanoines réguliers de la Mère de Dieu, acquiert les bâtiments, avec le soutien de Jacques Despierre, alors évêque de Carcassonne.
En 2017, l'église, dont le transept nord n'a plus de toit, est en restauration et une partie du chantier fait l'objet d'un financement participatif. La première étape de la restauration du clocher octogonal est entreprise en 2019.

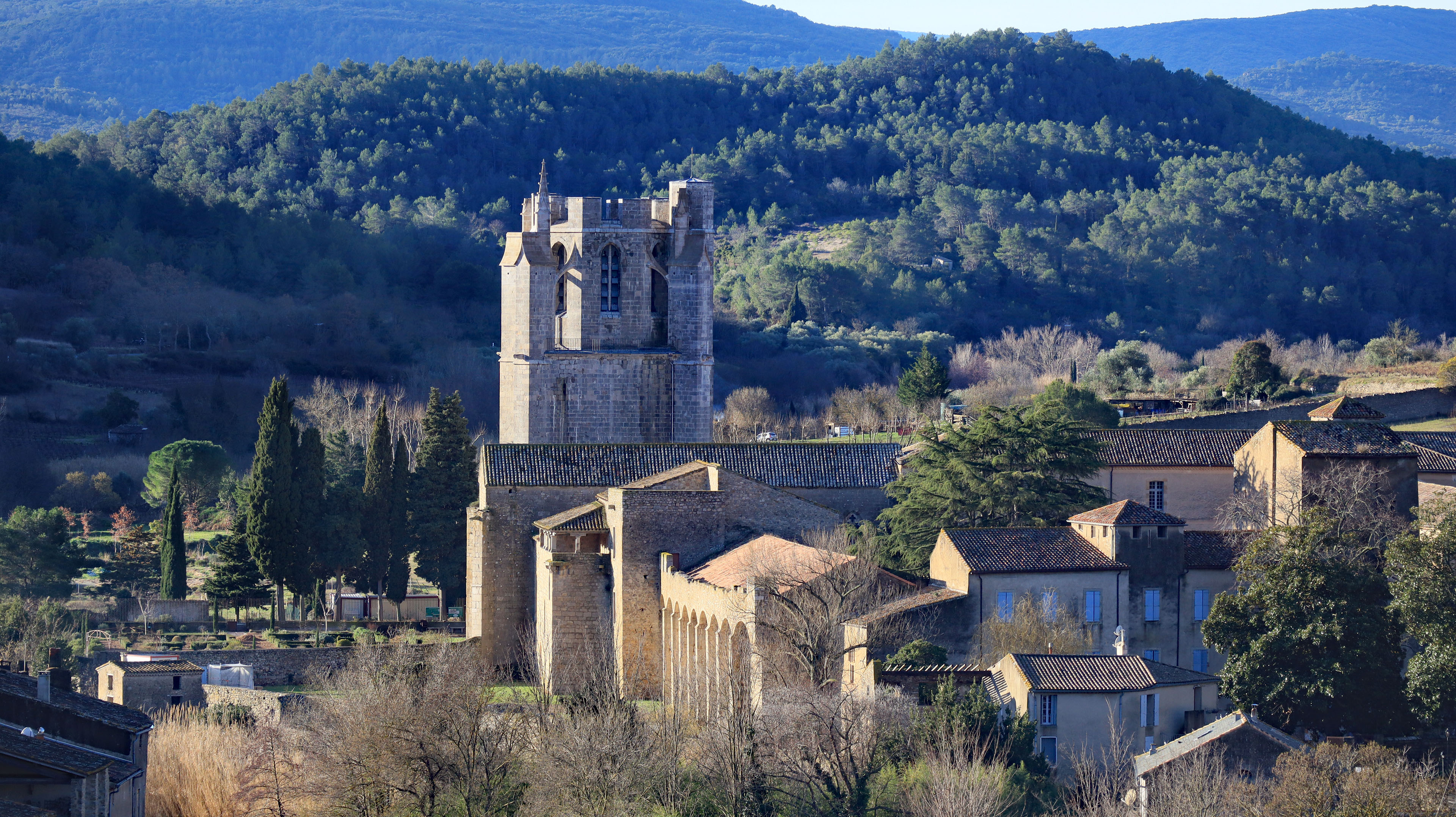
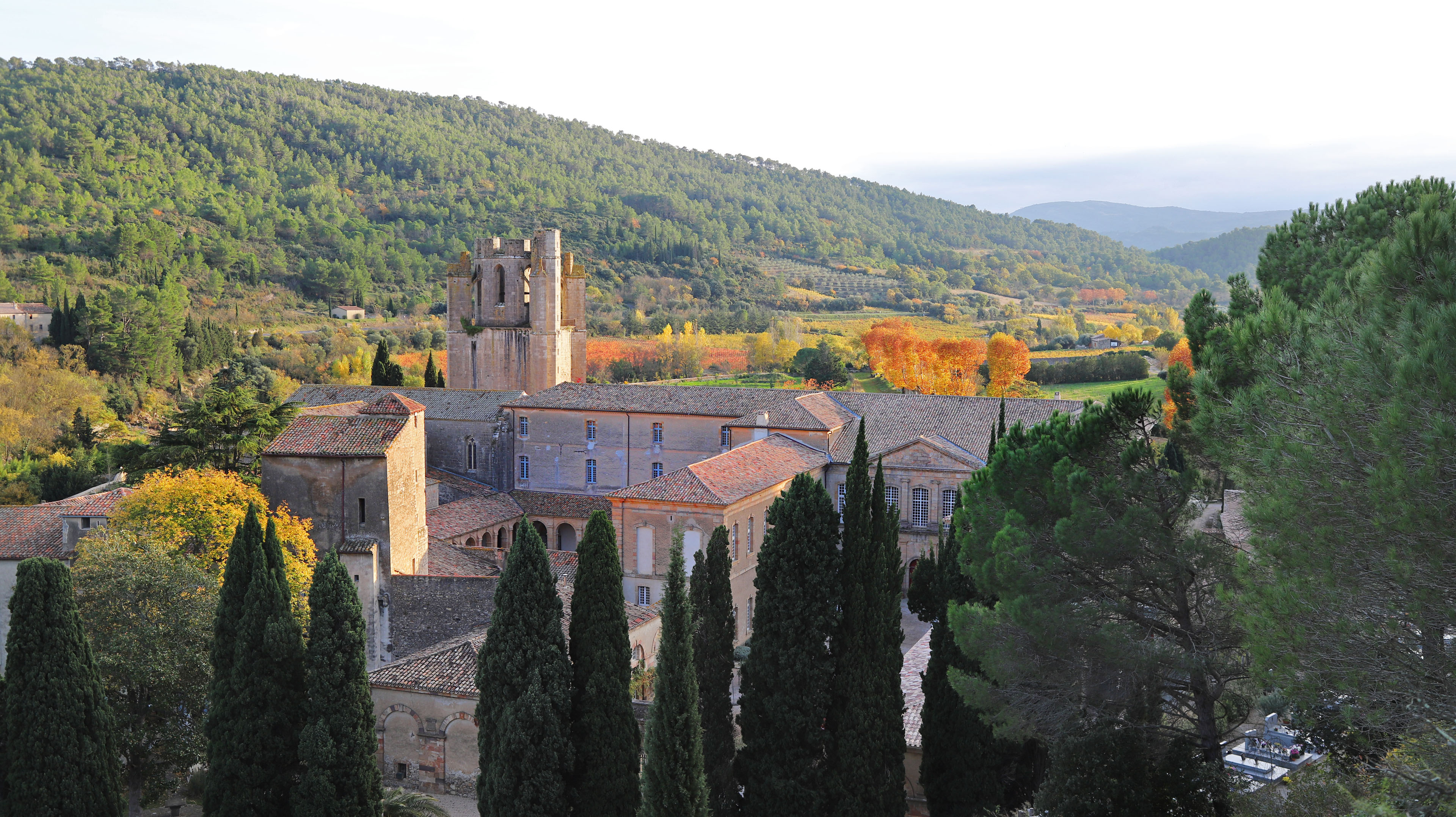
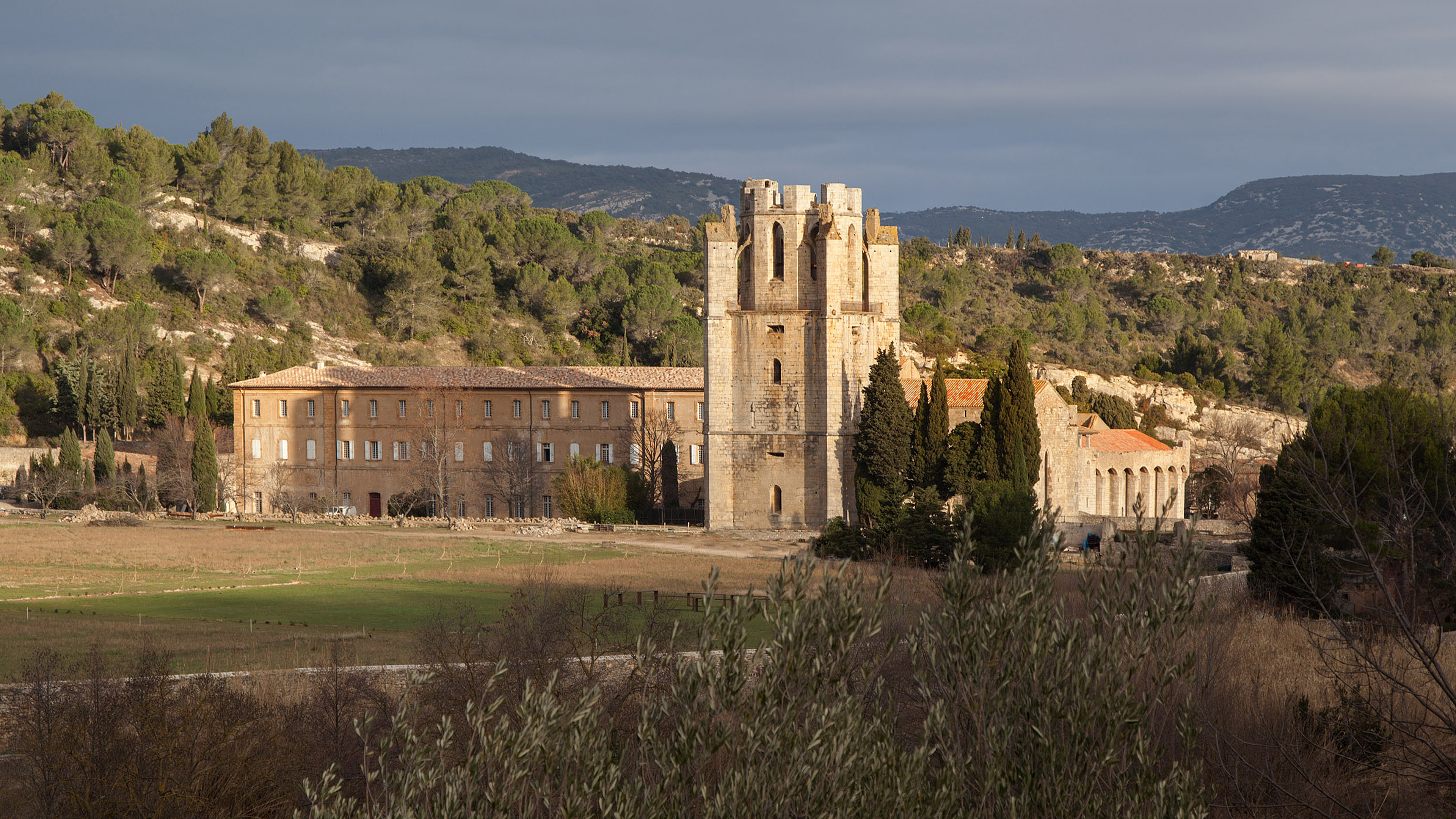
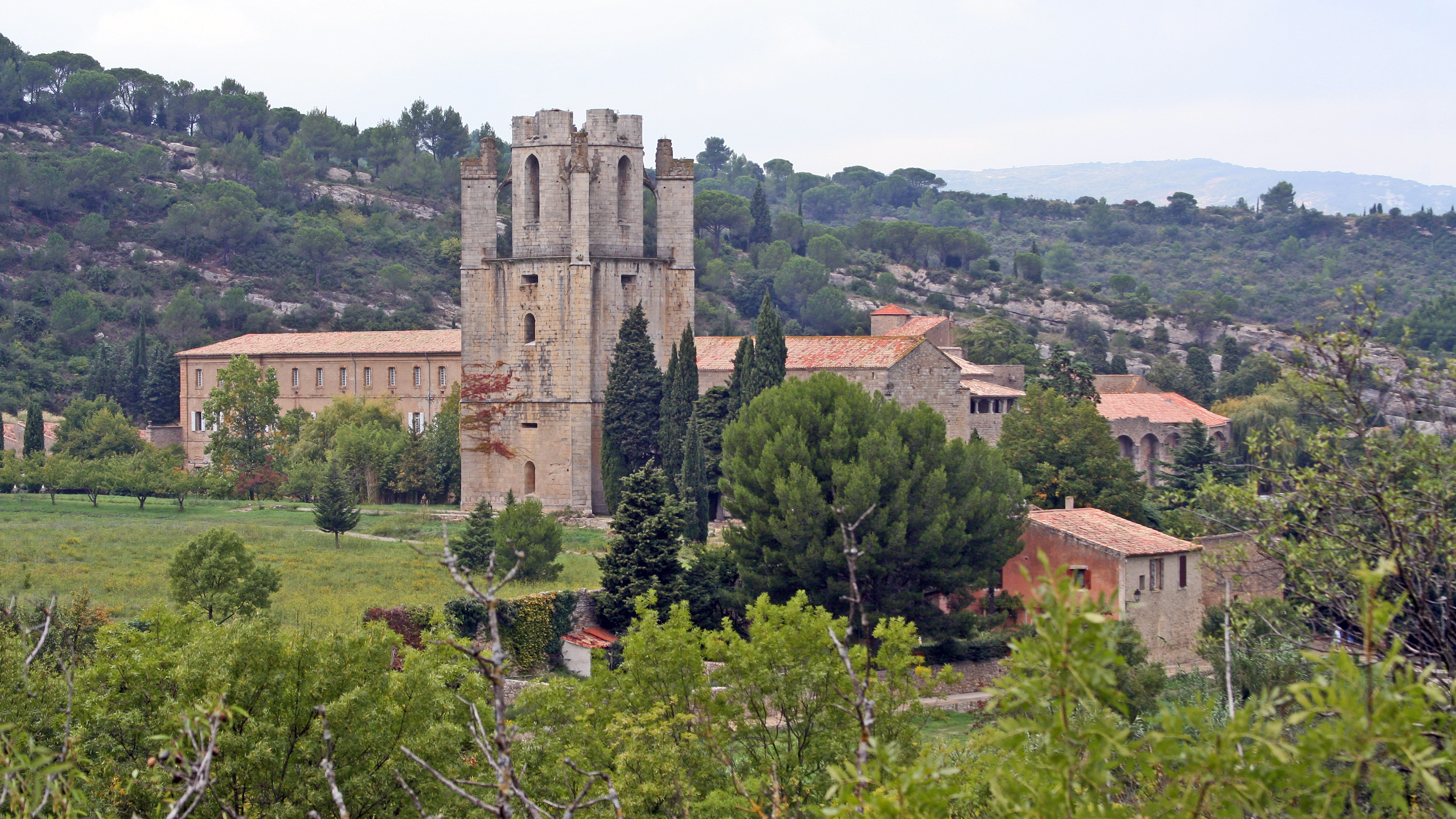

### La petite partie
Il s'agit de la partie médiévale en cours de restauration. Donnée à la Société nationale d’entraide de la Médaille militaire en 1928 et transformée en orphelinat, elle est acquise par la mairie de Lagrasse en 1981. Depuis 2004 elle est propriété du conseil départemental de l'Aude qui participe à sa valorisation architecturale et l'a ouverte à la visite en 2007. Depuis le printemps 2008 un centre culturel, en partenariat avec l’association « Le Marque-Page », propose un programme annuel d'activités autour du livre, de la lecture, la littérature et la pensée.

## La communauté des chanoines

### Généralités

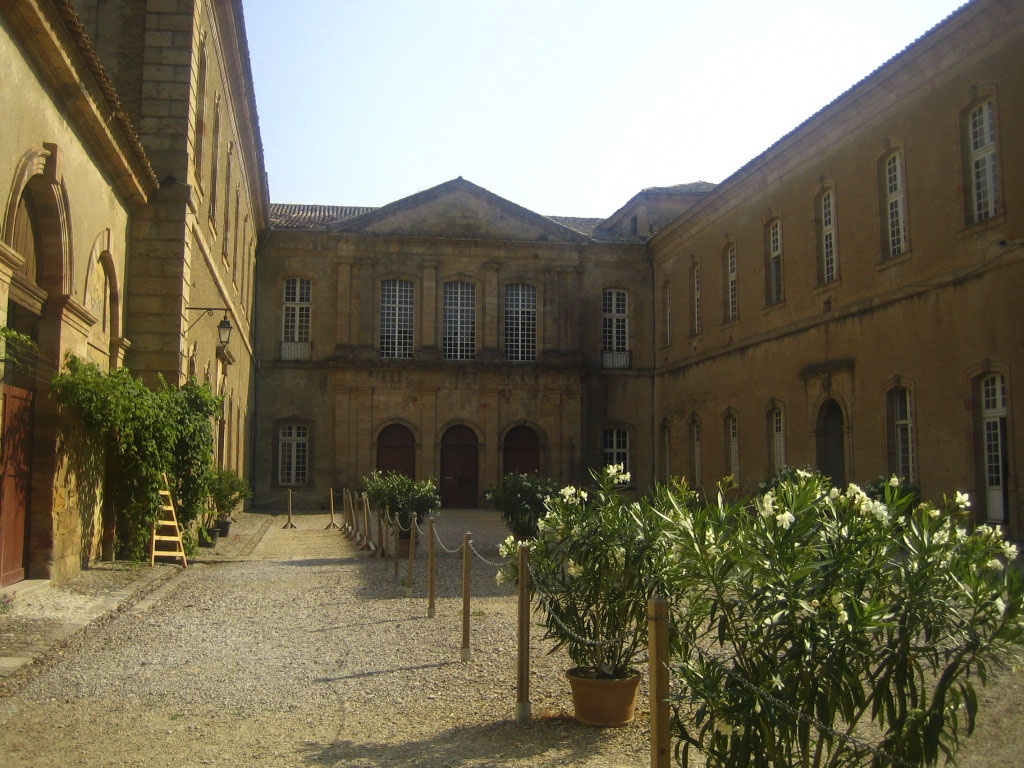
La partie récente de l'abbaye.

La communauté des chanoines réguliers de la Mère de Dieu est fondée par le père Wladimir de Saint-Jean (Roger Péquigney à l'état civil) en 1971, premier père abbé de la communauté, à Gap. Elle est reconnue de droit pontifical en 1997. Elle célèbre selon le rite tridentin. En 2004, elle déménage vers Lagrasse. Le 3 novembre 2006, le second abbé de la communauté, le père Emmanuel-Marie de Saint-Jean, 60e abbé de l'abbaye de Lagrasse, reçoit des mains d'André Fort, évêque d'Orléans, les insignes de sa charge : la crosse, la mitre et l'anneau.
La communauté des chanoines réguliers de la Mère de Dieu est composée de religieux, en majorité des prêtres, vivant en communauté sous la règle de saint Augustin, attachés à un monastère ou à une église.
La vie d'un chanoine de l'abbaye se déroule alors autour de la liturgie traditionnelle, la contemplation, l'apostolat et les études diverses. Les chants, les prières et la messe font partie de leur vie quotidienne.
Jeanne Barbey écrit un « Te Deum » chanté et joué pour la première fois le 15 janvier 2006 en l'église Saint-Eugène-Sainte-Cécile de Paris afin de développer le rayonnement de l'abbaye en France.
En 2006, le père Wladimir de Saint-Jean, démissionne ; officiellement « pour raison de santé ». Ce n'est qu'en mai 2024, que la communauté s'exprime sur les abus de son fondateur, contraint de démissionner en raison de sa double vie, de ses nombreux abus d’autorité et de ses comportements manipulateurs. Il fut aussi soumis, en 2009, à un procès canonique en raison de sollicitations sexuelles, rapportées par deux frères.

## Personnages célèbres
- Suniaire, comte de Barcelone s'y fait moine en 947.
- Guillaume Ier, fils de Théodmar, religieux profès de Lagrasse qui fut élu le 3 septembre 1021 abbé de l'abbaye Saint-Pierre-Saint-Paul de Caunes-Minervois[28],[29].